# چیچک‌تپه (دینار)
چیچک‌تپه (به ترکی استانبولی: Çiçektepe) یک منطقهٔ مسکونی در ترکیه است که در دینار (شهر) واقع شده‌است.